# Pianalto
Il pianalto è una formazione geologica morenica tipica delle Prealpi e dell'alta Pianura Padana. I pianalti furono il punto di incontro dei ghiacciai che scesero dalle Alpi lasciando depositi morenici e fluvio-glaciali.

## Formazione

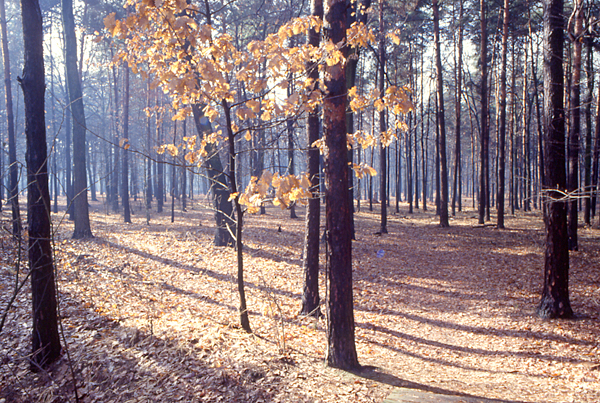
Fustaia di pino silvestre del pianalto lombardo (parco delle Groane)

All'epoca dell'ultima glaciazione, i ghiacciai e le loro acque di scioglimento hanno modellato colline (le cosiddette morene) ed estesi ammassi di depositi. Successivamente nel presente periodo interglaciale i depositi sono stati incisi a fondo dall'erosione dell'acqua, che ha frazionato la primitiva cima dell'altopiano in una serie di terrazze più piccole, separate da un fitto dedalo di valli. La  conseguenza è che i pianalti oggi danno luogo a grandi terrazzamenti elevati rispetto al livello della pianura.

## Diffusione
Oltre che in Lombardia anche in Piemonte alcune zone sono state classificate come pianalti. Un esempio piuttosto noto è il Pianalto di Poirino, che si estende anche al territorio di altri comuni limitrofi ed è costellato di laghetti e stagni di varia dimensione.